# Класична музика

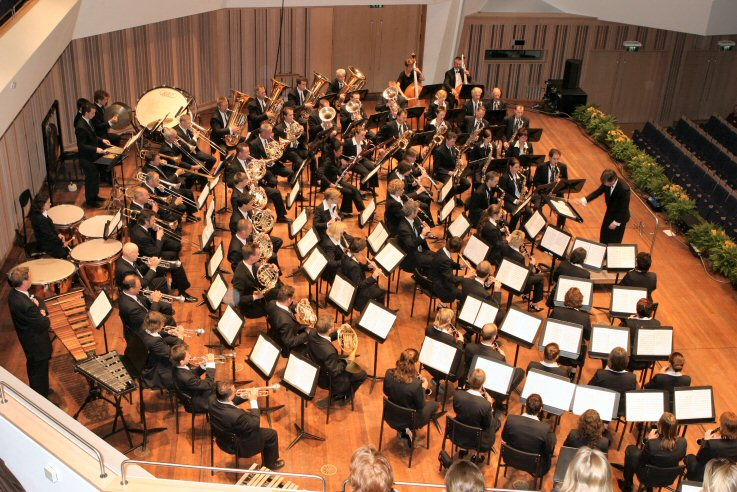
Симфонічний оркестр

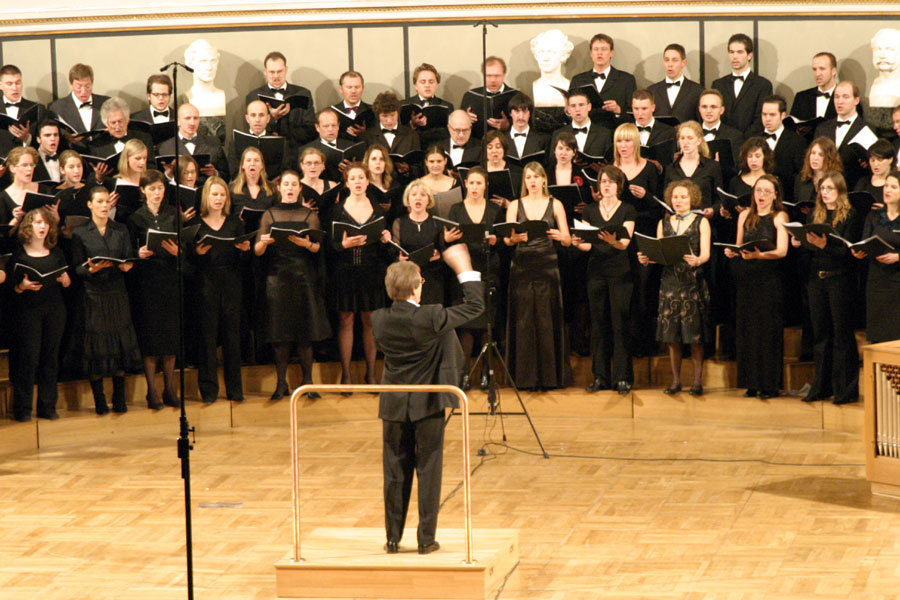
Академічний хоровий колектив Мюнхенського університету Людвіга-Максиміліана, грудень 2005

Класи́чна му́зика — неоднозначне поняття, яке вживається, залежно від контексту, в трьох значеннях:
1. У значенні якісної оцінки (лат. classicus — зразковий): музика минулого, що витримала випробування часом та має аудиторію в сучасному суспільстві. Уже сьогодні як класичні сприймаються не тільки перлини «високого» музичного мистецтва, але й найкращі взірці розважальних жанрів минулого: наприклад, вершини французької та віденської оперети XIX — початку XX ст., вальси Йогана Штрауса тощо. Показовими в цьому сенсі є вислови «класики джазу», «класична естрада» та ін. У стійкій характеристиці Гайдна, Моцарта та Бетховена як віденських класиків також є і певна частка якісної оцінки їхньої творчості як фундаменту для подальшого розвитку музичної композиції. У музичних енциклопедіях таке тлумачення класичної музики, як правило, подається під гаслом «Музична класика»[1][2].
2. У вузько-історичному та музично-теоретичному сенсі: музика другої половини XVIII ст. — початку XIX ст., що традиційно співвідноситься з епохою класицизму. Історично класицизму в музиці передує епоха бароко, а наслідує — епоха романтизму. Центром становлення класичної музики стала Віденська класична школа, завдяки чому в музикознавстві закріпився також термін «віденський класицизм». 
Найхарактерніші риси цього періоду — прозорість і ясність, чітке членування музичної тканини на відносно короткі побудови, превалювання гомофонії (на відміну від барокової поліфонії). У творчості композиторів-класиків відбувається становлення класичного восьмитактового періоду, класичної гармонії, становлення сонатної форми та жанрів класичної симфонії, квартету, квінтету та інших жанрів, формується класичний склад симфонічного оркестру (див. також Мангеймська симфонічна школа). Найяскравіші представники цього напрямку — Йозеф Гайдн, Вольфганг Амадей Моцарт та Людвіг ван Бетховен. Західноєвропейське музикознавство до композиторів-класиків відносить також попередників віденської класичної школи — Крістофа Віллібарльда Глюка, К. Ф. Е. Баха, В. Ф. Баха. До епохи класицизму належать також італійські композитори Муціо Клементі, Луїджі Боккеріні, Луїджі Керубіні, Доменіко Чімароза, українські композитори Максим Березовський, Дмитро Бортнянський та Артем Ведель, польський композитор М. Огінський та інші. Перехідним етапом від класичної до романтичної музики вважається творчість Франца Шуберта.
3. У типологічному сенсі — т. зв. академічна музика, що наслідує передусім жанри (наприклад, соната, симфонія, опера і т. д.), принципи композиції (зокрема гармонії, форми, фактури тощо), інструментарій (переважно — інструменти симфонічного оркестру), а також традиції виконання, що формувалися в європейській музиці в XVII — поч. XX ст. У XX столітті окремі композитори-академісти (на початку століття — композитори Нововіденської школи, пізніше — авангардисти) вступають в конфлікт з музичною традицією, шукаючи нових форм музичної виразності, проте гострота таких конфліктів є проявом напруженого діалогу з академічною традицією, в той час, як іншим типам сучасної музики — від поп-музики до джазу такий діалог невластивий.

## Протиставлення класичної та розважальної музики
У сучасній культурі побутує протиставлення «класичної музики» будь-якій іншій, як серйозної розважальній або високої низькій. Таке протиставлення є непослідовним: сам по собі вибір музичної мови не гарантує змістовності художнього висловлення чи розважального запалу, адже, з одного боку, симфонія може бути примітивною та поверховою, але, з іншого, джазова композиція може бути радше змістовною, ніж розважальною.
В тому чи іншому вигляді протиставлення високого і низького завжди існувало в культурі взагалі та в музичній, зокрема: так, для музичної культури XVIII ст. «високою» музикою виступали передусім музика церковна, тоді як комічна опера або танцювальна сюїта відповідали музиці «низькій», розважальній. Значніший розрив, що утворився між серйозною та розважальною музикою у XX ст., пов'язаний з цілою низкою причин: культурна глобалізація приводить до експансії неєвропейських музичних традицій у європейський музичний простір, радикальні зміни в соціально-економічному устрої кардинально розширили аудиторію авторської музики, відібравши цю аудиторію у фольклора, поглиблення розмаїтості форм суспільного побуту і т.ін.

## Термін в інших мовах
Плутанина значень, притаманна поняттю «класична музика», характерна більшості європейських мов.
Зокрема англійській словосполучення (англ. classic music) з'являється ще в Оксфордському словнику англійської мови 1836 року видання і пов'язано зі спробою «канонізувати» період від Й. С. Баха до Л. Бетховена, як «золота доба». При цьому класичний період в музиці (приблизно 1750—1830 роки) також іменується «classical»
Подібні неоднозначні терміни існують в німецькій (нім. klassischer Musik), французькій (фр. musique classique), італійській (італ. Musica classica), та тих, що стали особливо вживаними з поширенням англо-американських стандартів комерційної класифікації аудіопродукції.
Проте, наприклад, в польській мові зберігається чітке розмежування понять між класичною як такою, що належить до епохи класицизму (пол. Muzyka klasycystyczna), та академічною музикою (Muzyka poważna). В російській мові також поширене словосполучення (рос. классическая музыка), відповідником якого в науковій літературі є або «академічна музика» або «опус-музика»

## Хронологічна таблиця
Нижче подається хронологічна таблиця з роками життя композиторів, яких вважають представниками класичної музики в типологічному значенні цього словосполучення. Авторів класичної музики в музично-історичному сенсі цього слова виділено жовтим кольором:

## Зв'язок з іншими музичними напрямами

### Популярна музика
Класична музика часто включала елементи або матеріал популярної музики того часу.. Як приклади можна навести епізодичну музику, наприклад, використання Брамсом застільних пісень в академічної урочистої увертюре, жанри, прикладом яких є «Тригрошова опера» Курта Вейля, а також вплив джазу на композиторів початку та середини XX століття, зокрема й на Моріса Равеля, прикладом якого є частина під назвою «Блюз» у його сонаті для скрипки та фортепіано. Деякі постмодерністські, мінімалістські та постмінімалістичні класичні композитори визнають свій обов'язок перед популярною музикою.
Оркестрову композицію Джорджа Гершвіна Рапсодія у стилі блюз (Rhapsody in Blue) 1924 року називають оркестровим джазом або симфонічним джазом. Композиція поєднує елементи класичної музики з джазовими ефектами.
Численні приклади свідчать про вплив у зворотному напрямку, включно з популярними піснями, що ґрунтуються на класичній музиці, використанням канону Пахельбеля з 1970-х років, а також феноменом музичного кросоверу, коли класичні музиканти досягають успіху на арені популярної музики. У хеві-металі кілька провідних гітаристів (грають на електрогітарі), включаючи Річі Блекмора та Ренді Роадса, моделювали свої стилі гри на основі інструментальної музики епохи бароко або класицизму.

### Народна музика
Композитори класичної музики часто використовували народну музику (музику, створену музикантами, які зазвичай не мають класичної освіти, часто на основі суто усної традиції). Деякі композитори, такі як Дворжак і Сметана, використовували народні теми, щоб надати своїм творам націоналістичного колориту, тоді як інші, як Барток, використовували конкретні теми, взяті повністю з народної музики. Хачатурян широко використовував у своїй творчості народну музику своєї рідної Вірменії, а також інших етнічних груп Близького Сходу та Східної Європи.

## Жінки в класичній музиці

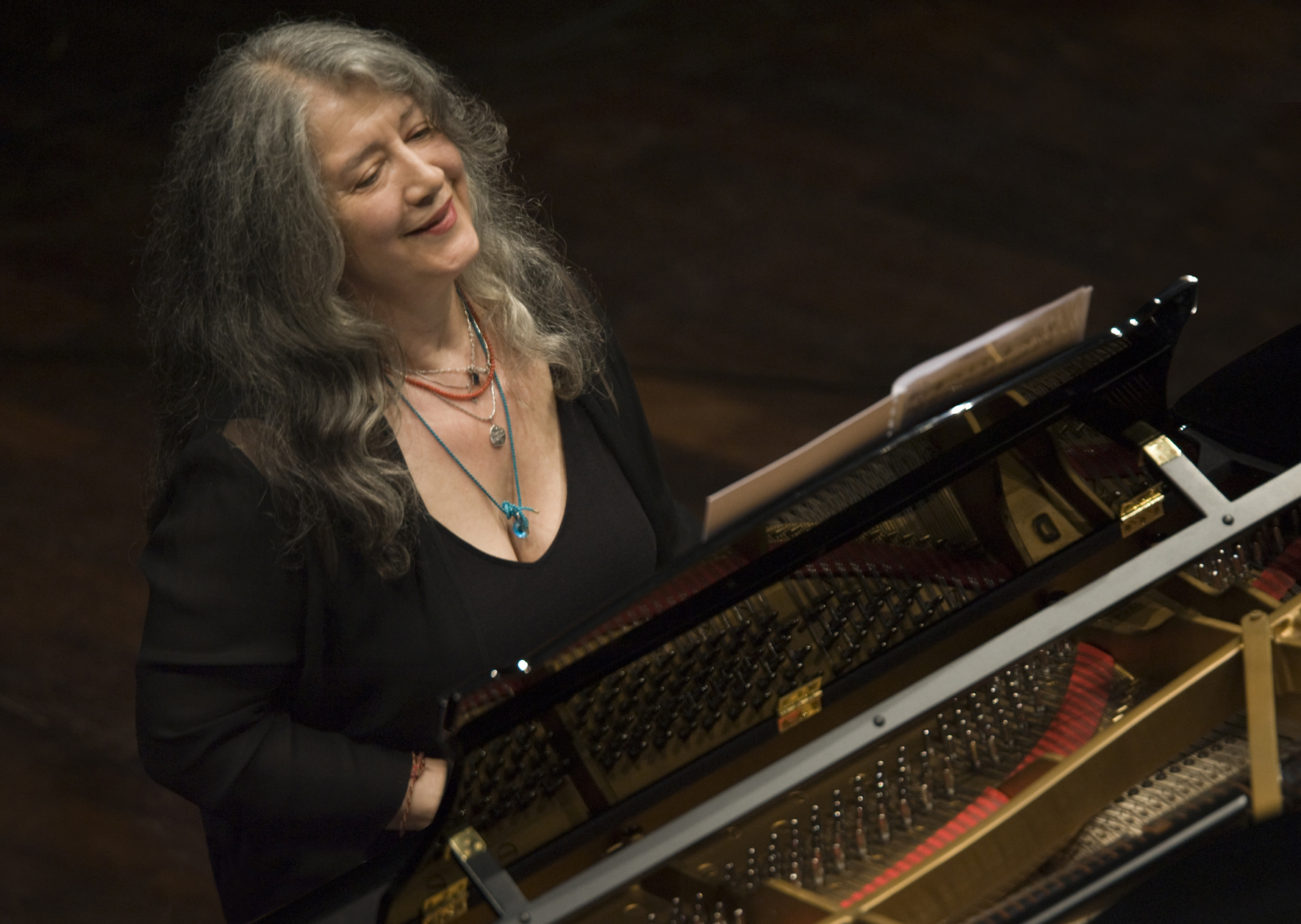
Марта Аргеріх у Культурному центрі Кіршнера, Буенос-Айрес

Майже всі композитори, які описані в музичних підручниках з класичної музики та чиї твори широко виконуються як частина стандартного концертного репертуару, — це композитори-чоловіки, хоча в історії класичної музики була велика кількість жінок-композиторів. Музикознавець Марсія Цитрон задається питанням: «Чому музика, написана жінками, настільки маргінальна для стандартного „класичного“ репертуару?» Цитрон «досліджує практики й погляди, які призвели до виключення жінок-композиторів з прийнятого „канону“ виконуваних музичних творів». Вона стверджує, що в 1800-х роках жінки-композиторки зазвичай писали художні пісні для виконання в невеликих сольних концертах, а не симфонії, призначені для виконання з оркестром у великій залі, причому останні твори вважали найбільш важливим жанром для композиторок; оскільки жінки-композиторки не писали багато симфоній, вважалося, що вони не заслуговують на увагу як композиторки. У «… Короткій Оксфордській історії музики» Клара Шуман є однією з небагатьох згаданих жінок-композиторів». Еббі Філіпс стверджує, що «у XX столітті жінки-композиторки та жінки-виконавці привертали набагато менше уваги, ніж їхні колеги-чоловіки».
Історично склалося так, що великі професійні оркестри здебільшого або повністю складалися з музикантів-чоловіків. Одними з перших випадків найму жінок у професійні оркестри були випадки, коли вони займали посаду арфістки. Віденська філармонія, наприклад, не приймала жінок до постійних членів до 1997 року, набагато пізніше, ніж інші оркестри, що увійшли до п'ятірки найкращих у світі за версією «Gramophone» у 2008 році. Останнім великим оркестром, який призначив жінку на постійну посаду, був Берлінський філармонічний оркестр. Ще в лютому 1996 року головний флейтист Віденського філармонічного оркестру Дітер Флюрі заявив Westdeutscher Rundfunk, що прийняття жінок означало б «гру з емоційною єдністю (emotionelle Geschlossenheit), яку має цей організм на цей час». У квітні 1996 року прессекретар оркестру написав, що «компенсувати очікувані відпустки», пов'язані з декретною відпусткою, буде проблемою.
У 2013 році в статті в «Mother Jones» зазначалося, що, хоча «у багатьох престижних оркестрах є значна кількість жінок — жінок більше, ніж чоловіків у скрипковій секції Нью-Йоркської філармонії — і кілька відомих ансамблів, включаючи Національний симфонічний оркестр, Детройтський симфонічний та Оркестр Міннесоти, очолюють жінки-скрипалі», контрабас, духові та ударні секції великих оркестрів «. …все ще переважно чоловічі». У статті BBC 2014 року говориться, що «…запровадження „сліпих“ прослуховувань, коли потенційний інструменталіст виступає за ширмою, щоб суддівська комісія не мала жодних гендерних чи расових упереджень, призвело до того, що гендерний баланс у симфонічних оркестрах, де традиційно домінують чоловіки, поступово змістився».

## Комерціалізація
Певні основні твори класичної музики часто використовуються в комерційних цілях (або в рекламі, або в саундтреках до фільмів). У телевізійній рекламі деякі уривки стали кліше, зокрема початок «Так казав Заратустра» Річарда Штрауса (відоме за фільмом «2001: Космічна одіссея») і початкова частина «O Fortuna» Карла Орфа з «Карміна Бурана»; інші приклади «Dies irae» з Реквієму Верді, «У печері гірського короля» Едварда Гріга з «Пер Гюнта», початкові такти Симфонії № 5 Бетховена, «Танець з шаблями» Арама Хачатуряна, «Політ валькірій» Вагнера з «Валькірії», «Політ джмеля» Римського-Корсакова та уривки з «Родео» Аарона Копленда. Кілька творів Золотого віку анімації поєднували дію з класичною музикою. Яскравими прикладами є «Фантазія» Волта Діснея, «Йоганн Маус» Тома і Джеррі, «Севільський кролик» і «Що за опера, док?» компанії «Warner Bros».
Аналогічним чином, у кіно і на телебаченні часто використовують стандартні, клішовані уривки класичної музики для передавання вишуканості або розкоші: серед творів цієї категорії, які найчастіше звучать, — «Сюїта для віолончелі № 1» Баха, «Маленька нічна серенада» Моцарта, «Чотири пори року» Вівальді, «Ніч на Лисій горі» Мусоргського (в оркестровці Римського-Корсакова) та увертюра «Вільгельм Телль» Россіні. Шон Ванкур стверджує, що комерціалізація класичної музики в 1920-х роках могла завдати шкоди музичній індустрії.

## Освіта
У 1990-х роках з'явилося кілька наукових праць і популярних книжок, присвячених так званому «ефекту Моцарта»: тимчасовому, невеликому підвищенню балів на тестах на просторове мислення внаслідок прослуховування музики Моцарта. Цей підхід був популяризований у книзі Дона Кемпбелла та заснований на експерименті, опублікованому в журналі «Nature», який показав, що прослуховування Моцарта тимчасово підвищує рівень IQ студентів на 8–9 балів. Цю популяризовану версію теорії коротко висловив музичний оглядач «New York Times» Алекс Росс  (Alex Ross): «Дослідники... встановили, що прослуховування Моцарта насправді робить вас розумнішим». Промоутери, які продавали компакт-диски, стверджували, що вони викликають цей ефект. Флорида прийняла закон, згідно з яким малюки в державних школах повинні щодня слухати класичну музику, а в 1998 році губернатор Джорджії виділив 105 000 доларів на рік, щоб забезпечити кожну дитину, яка народилася в Джорджії, касетою або компакт-диском із класичною музикою. Один зі співавторів оригінальних досліджень ефекту Моцарта прокоментував: «Я не думаю, що це може зашкодити. Я за те, щоб діти отримували чудовий культурний досвід. Але я вважаю, що гроші можна було б краще витратити на програми музичної освіти».